# Contradanza (obra de teatro)
Contradanza es una obra de teatro  de Francisco Ors, estrenada en 1980.

## Argumento
La obra gira en torno a un terrible secreto que pondrá en solfa a la monarquía, la reina Isabel I de Inglaterra podría haber sido un hombre gay

## Estreno
- Teatro Lara, Madrid, marzo de 1980.
  - Dirección: José Tamayo.
  - Escenografía: Roberto Oswal.
  - Música: Antón García Abril
  - Intérpretes: Jose Luis Pellicena, Manuel Gallardo , Gemma Cuervo , Miguel Palenzuela, Vicente Gisbert , Alfonso Godá.